# Рут Хаббард
Рут Хаббард (народилася 3 березня 1924 – 1 вересня 2016) — професорка біології Гарвардського університету, перша жінка, яка обійняла там посаду штатної професорки біології.
Протягом своєї активної дослідницької кар’єри у 1940-х — 1960-х роках вона зробила важливий внесок у розуміння біохімії та фотохімії зору у хребетних і безхребетних тварин. 1967 року вона разом із Джорджем Уолдом отримала Золоту медаль Пола Каррера за дослідження у цій галузі.
Наприкінці 1960-х років її інтереси змістилися з академічної науки на суспільні питання й соціальну активність. 

## Раннє життя та освіта
Рут народилася 1924 року  у Відні, Австрія, у родині лікарів і лівих інтелектуалів — Ріхарда та Гелени Ерліх Гофман. Мати також була піаністкою концертного рівня, і в дитинстві Рут виявляла здібності до гри на фортепіано. Після аншлюсу Австрії нацистською Німеччиною  1938 року родина емігрувала до Сполучених Штатів. Спочатку вони оселилися в Брукліні (штат Массачусетс),  де Рут закінчила місцеву середню школу, а згодом переїхали до Кембриджа.
Рут вступила до коледжу Редкліфф з наміром здобути підготовку для вступу до медичної школи, що пояснювала сімейною традицією, адже всі навколо були лікарями. На той час Редкліфф був афілійованим з Гарвардом закладом, оскільки жінкам ще не дозволяли вступати до Гарварду. Вона відчула зверхність, з якою деякі шановані професори Гарварду ставилися до обов’язку викладати у жіночому коледжі, зокрема до того, що мусили повторно читати лекції невеликим групам жінок після виступів перед чоловічими аудиторіями.
До 1946 року більшість курсів стали спільними, а викладання здійснювали гарвардські професори. Деякий час Рут вагалася між філософією і фізикою, однак, хоча їй і не забороняли вступати на фізику, вона відчувала небажаність своєї присутності. Це враження виникло, зокрема, під час відвідування курсу фізики, де з 350 студентів лише двоє були жінками. Зрештою вона зосередилася на біохімії та закінчила Редкліффський коледж 1944 року зі ступенем бакалавра з біохімічних наук.
Прагнучи допомогти союзникам у Другій світовій війні, Рут приєдналася до лабораторії Джорджа Уольда, де брала участь у дослідженнях інфрачервоного зору. Після короткочасного переїзду до Чаттануги, де служив її перший чоловік Френк Хаббард, вона повернулася до Кембриджа. 1946 року Рут знову вступила до Редкліффа, цього разу для здобуття ступеня доктора філософії з біології 1948 року вона отримала стипендію Служби охорони здоров’я США на здобуття докторського ступеня, яка дозволила їй навчатися в Медичній школі Університетського коледжу лікарні в Лондоні. 1950 року Рут Хаббард здобула ступінь доктора філософії з біології.

## Наукова кар'єра
Здобувши ступінь доктора філософії в Гарварді, Рут почала працювати науковою співробітницею під керівництвом Джорджа Уолда, досліджуючи біохімію ретиналю та ретинолу. Разом вони розвивали його попередні дослідження, які підтверджували давню гіпотезу про зв’язок вітаміну A із зором. Уолд виявив, що поглинання світла вивільняє вітамін A і відкрив проміжну сполуку між родопсином та вітаміном A, що стало основою для ранньої наукової роботи Рут — вивчення хімії циклу родопсину
1952 року Хаббард отримала стипендію Гуггенхайма та працювала в лабораторії Карлсберга в Копенгагені. 1967 року Джордж Уолд був удостоєний Нобелівської премії з фізіології та медицини за ці відкриття. Того ж року обох нагородили Золотою медаллю Пола Каррера за дослідження родопсину.
Хаббард зробила низку визначних відкриттів у зоровій науці. Найвагомішим із них стало відкриття, що зорове збудження починається з хімічної перебудови молекули родопсину — так званої цис-транс-ізомеризації. Вона довела, що це — єдина пряма дія світла на зорову систему, а також описала проміжну форму — метародопсин II — яка запускає каскад реакцій, що завершуються передачею сигналу в мозок.
Хаббард детально описала процес знебарвлення та ресинтезу родопсину після кожного поглиненого фотона, відкрила фермент ретиненову ізомеразу (сьогодні відому як RPE65), який перетворює трансретиналь назад на 11-цис-ретиналь. Вона також вивчала зорові пігменти у нових видів тварин, опублікувавши щонайменше 31 наукову статтю, присвячену зоровій системі.

## Соціальні коментарі та політична активність
У кінці 1960-х і на початку 1970-х років Рут Хаббард зацікавилася соціальними й політичними аспектами біології. У книзі The Politics of Women’s Biology(«Політика жіночої біології») вона писала, що з 1947 року і до кінця 1960-х була «відданою науковицею», але війна у В’єтнамі та феміністичний рух змінили її пріоритети.
Одним із поворотних моментів став випадок, коли вона працювала з кальмарами. Після багатьох років досліджень зору у кальмарів, жаб і великої рогатої худоби вона раптом відчула: «У мене почало виникати відчуття, що ніщо з того, що я могла б дізнатися, не варте того, щоб убити ще одного кальмара».
Приблизно в той самий час, як членкиню Американської асоціації сприяння розвитку науки, її запросили виступити з доповіддю на тему жінок у науці. Спілкуючись із колежанками-науковицями, вона виявила, що всі вони не мали справжніх академічних посад, попри наукові здобутки. Ці «неробочі посади» — викладачки, наукові співробітниці — не передбачали ні сталого контракту, ні просування. Тоді як чоловіки, їхні колеги, уже були на шляху до професури. Це спонукало Рут приєднатися до групи, яка подала петицію до Гарварду з вимогою перегляду статусу жінок-викладачок.
1973 року Рут Хаббард стала першою жінкою, яку призначили штатною професоркою біології в Гарварді. Після переходу з «жіночого гетто» — наукового співробітництва та тимчасових викладацьких посад — вона здобула більшу свободу дослідницьких інтересів. Одним із нових напрямів став курс «Біологія 109 — Біологія та жіночі питання», де вивчалася роль жінок у науці та вплив гендерної нерівності на саму науку.
У 1980-х та 1990-х роках Рут в інтерв'ю критикувала владну структуру STEM--галузей. 1990 року журналу Globe вона заявила, що наука визначається "самовідновлюваною групою обраних", які історично були білими чоловіками з вищого класу.
1981 року доктор Хаббард заявила «Нью-Йорк Таймс», що науковий розвиток переважно виключав жінок, небілих чоловіків, робітників і бідних чоловіків. За її словами, хоча вони були об'єктами наукових описів, вони не були суб'єктами, що формулювали наукову реальність, ставили питання та давали відповіді, що, безсумнівно, вплинуло на зміст науки та соціальний контекст, в якому вона розвивається.
Хаббард стала помітною критикинею соціобіології, зокрема теорій біологічної нерівності між статями. Генетик Річард Левонтін назвав її «найвпливовішою критикинею біологічної теорії нерівності жінок».
У есе «Раса і гени» (2006) вона писала:
«Неможливо зрозуміти, як після століття етнічних, расових і релігійних геноцидів, які скоювали люди з найрізноманітнішими переконаннями, освічені люди — як науковці, так і популяризатори — можуть з усією серйозністю стверджувати, що немає нічого важливішого за пошук “расових” чи “етнічних” компонентів нашого змішаного виду. І де ж їх шукати, як не в наших генах?»
Хаббард також гостро критикувала бум у галузі рекомбінантної ДНК. Вона називала це «геноманією» — спробами приписати кожній рисі, хворобі чи поведінці виключно генетичну основу, нехтуючи складністю взаємодії з довкіллям. Її турбували також безпекові ризики: у листі до Американської асоціації сприяння розвитку науки вона попереджала, що епідемію, спричинену генно-модифікованим мікроорганізмом, буде майже неможливо відрізнити від природних штамів E. coli.

## Особисте життя

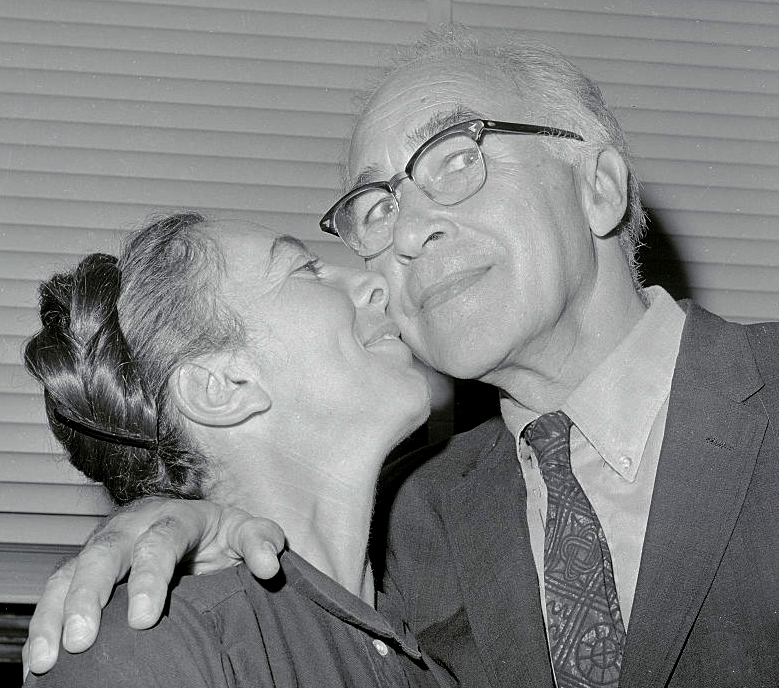
Хаббард і Уолд 1967 року